# 340'erne
Århundreder: 3. århundrede – 4. århundrede – 5. århundrede
Årtier: 290'erne 300'erne 310'erne 320'erne 330'erne – 340'erne – 350'erne 360'erne 370'erne 380'erne 390'erne
År: 340 341 342 343 344 345 346 347 348 349